# Michałowo (powiat iławski)
Michałowo – wieś w Polsce położona w województwie warmińsko-mazurskim, w powiecie iławskim, w gminie Susz, na Pojezierzu Iławskim.
W latach 1975–1998 miejscowość administracyjnie należała do województwa elbląskiego.